# Mathilda Hultgren
Mathilda Hultgren, född 20 april 1989, är en svensk friidrottare (sprinter). Hon har tävlat för IK Ymer, men bytte inför säsongen 2011 till Ullevi FK.

## Personliga rekord
| Utomhus - 100 meter – 11,95 (Göteborg 27 juni 2009) - 200 meter – 24,20 (Halmstad 19 juli 2009) - 200 meter – 24,25 (Halmstad 6 juli 2013) - 200 meter – 24,08 (medvind) (Karlskrona 16 juni 2009) - 300 meter – 39,76 (Göteborg 2 juli 2004) | Inomhus - 60 meter – 7,60 (Göteborg 16 januari 2011) - 60 meter – 7,89 (Göteborg 25 november 2005) - 200 meter – 24,14 (Sätra 28 februari 2010) |

### Fotnoter
1. ↑  ”Stora SM 2009”. Arkiverad från originalet den 13 december 2009. https://archive.is/20091213202749/http://88.131.109.176/folksam/sm09/resultat.php. Läst 23 april 2013.
2. ↑  ”Stora inne-SM 2010 dag 2, resultat”. friidrott.stockholm.se. http://www.friidrott.stockholm.se/ISM2010/Page.asp?PageIdentifier=RESSONDAG. Läst 19 juli 2012.
3. ↑  ”Stora inne-SM 2011 dag 2, resultat”. trackandfield.se. Arkiverad från originalet den 4 mars 2016. https://web.archive.org/web/20160304224608/http://www.trackandfield.se/resultat/2011/110227.htm. Läst 19 juli 2012.
4. 1 2  ”Tävlingsårsskiftesövergångar 15 november 2010”. friidrott.se. 23 oktober 2010. Arkiverad från originalet den 21 november 2016. https://web.archive.org/web/20161121045955/http://www.friidrott.se/forbundsinfo/overgangar/arsskifte1011.aspx. Läst 21 november 2016.
5. 1 2 3 4 5 6  ”Personsida på AllAthletics”. all-athletics.com. Arkiverad från originalet den 21 november 2016. https://web.archive.org/web/20161121175230/http://www.all-athletics.com/node/148382. Läst 21 november 2016.
6. 1 2 3  ”Personsida hos IAAF”. iaaf.org. https://www.iaaf.org/athletes/sweden/matilda-hultgren-221126. Läst 21 november 2016.